# Athena II

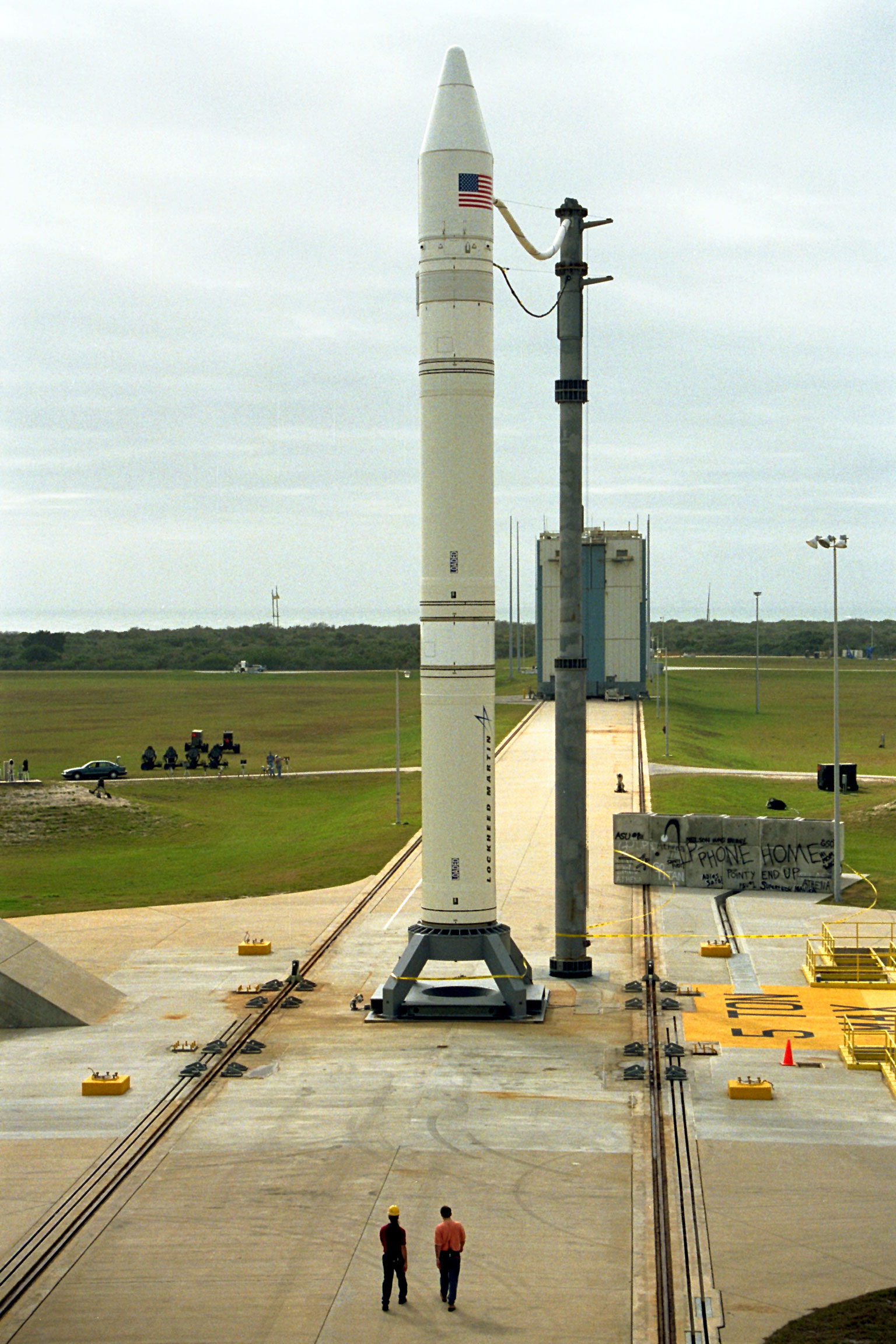
Foguete Athena II

O Athena II foi um foguete construído pela Lockheed Martin com capital privado e pertencente à família de foguetes Athena. Foi retirado do serviço por não obter os benefícios esperados.

## Histórico de lançamentos
| Voo  | Data                   | Plataforma de lançamento | Carga                 | Resultado | Notas |
| ---- | ---------------------- | ------------------------ | --------------------- | --------- | --- |
| LM-4 | 7 de janeiro de 1998   | Cabo Canaveral SLC-46    | Lunar Prospector      | Êxito     | Primeiro voo. |
| LM-5 | 27 de abril de 1999    | Vandenberg SLC6          | Ikonos 1              | Falha     | A coifa não se separou aos quatro minutos após o lançamento, como deveria, acrescentando massa extra para a último estágio que impediu a entrada em órbita do satélite. |
| LM-7 | 24 de setembro de 1999 | Vandenberg SLC6          | Ikonos 1 (substituto) | Êxito     | Último voo. |